# Anne Zink
Pour les articles homonymes, voir Zink.
Anne Zink, née en 1935, est une historienne et professeure honoraire d'histoire moderne. Disciple de Pierre Goubert, elle est spécialiste de  l'histoire de la France d'Ancien Régime.

## Biographie
Fille de Georges Zink et sœur de Michel Zink, Anne Zink est ancienne élève de l'École normale supérieure de Sèvres, agrégée d'histoire et géographie, docteure de 3e cycle (1965) et docteure d'État (1985).

### Carrière
Elle a été assistante, puis maître de conférences à l'Université de Paris X-Nanterre. Elle est nommée professeure d'histoire moderne à l'université Clermont-Ferrand-II.
Ses travaux d'histoire sociale s'appuient sur de vastes fichiers locaux, reconstituant la vie de communautés. Elle s'est révélée comme une des spécialistes des communautés rurales du sud-ouest de la France sous l'Ancien Régime. Elle poursuit des recherches dans le cadre de l'École des hautes études en sciences sociales (EHESS) à Paris. Ses travaux se situent au carrefour de l'histoire, de la géographie, de l'ethnologie et du droit. Elle a consacré plusieurs recherches au judaïsme séfarade, en France, notamment dans le sud-ouest.

## Publications
- Azereix. La vie d'une communauté rurale à la fin du XVIIIe siècle, Paris : S.E.V.P.E.N., 1969.
- Pays et paysans gascons sous l'ancien régime, Lille 3 : ANRT, 1987.
- L'Héritier de la maison : Géographie coutumière du Sud-ouest de la France, Paris : Éditions de l'ÉHESS, 1993  (ISBN 271320996X).
- Clochers et troupeaux : Les communautés rurales des Landes et du Sud-ouest de la France avant la Révolution, Talence : Presses universitaires de Bordeaux, 1997  (ISBN 2867811813).
- Pays ou circonscriptions : Les collectivités territoriales de la France du Sud-Ouest, Paris : Publications de la Sorbonne, 2000  (ISBN 2859443894).
- Elle a fait paraître de nombreux articles, parmi lesquels on peut citer ceux contenus dans :
  - Études réunies en l'honneur de Pierre Goubert, Toulouse, 1984
  - Mélanges en l'honneur de Robert Mandrou, Paris, 1985